# Marie-Antoinette et le Chevalier de Maison-Rouge
Marie-Antoinette et le Chevalier de Maison-Rouge est une comédie musicale française de Didier Barbelivien. L'intrigue s'inspire du roman de Le Chevalier de Maison-Rouge d'Alexandre Dumas,,. Le projet, annoncé à plusieurs reprises depuis 2015, a été ajourné.

## Synopsis
Les six derniers mois de la vie de Marie-Antoinette d'Autriche à la prison du Temple et la vie d'un groupe de royalistes.

## Fiche technique
- Titre : Marie-Antoinette et le Chevalier de Maison-Rouge
- Livret : Antoine Rault
- Paroles : Didier Barbelivien
- Musique : Tony Meggiorin
- Mise en scène :
- Lumières :
- Costumes :
- Casting :
- Chorégraphie :
- Production :
- Dates de représentation :

## Distribution
- Kareen Antonn : Marie-Antoinette d'Autriche
- Mickaël Miro : Maurice Lindey
- Aurore Delplace : Geneviève Dixmer
- Slimane Nebchi : Lorrin
- Valentin Marceau : Martin
- Stéphane Bern : le narrateur
- Didier Barbelivien : le Chevalier de Maison Rouge

## Discographie

### Singles
Le premier single est La France interprété par Kareen Antonn, Mickaël Miro, Slimane et Valentin Marceau. Il est mis en ligne courant avril 2015.
Un second extrait chanté par Mickaël Miro et Aurore Delplace, L'amour secret, sort en mai 2015.

### Album
L'album studio paraît le 20 avril 2015.
| No  | Titre                           | Interprète(s)                                            | Durée |
| --- | ------------------------------- | -------------------------------------------------------- | ----- |
| 1.  | 10 mars 93                      | Aurore Delplace                                          |       |
| 2.  | Imprudente Geneviève            | Stéphane Bern                                            |       |
| 3.  | Mademoiselle de Norvège         | Mickaël Miro, Aurore Delplace                            |       |
| 4.  | Diable de chevalier             | Stéphane Bern                                            |       |
| 5.  | Le Chevalier de Maison-Rouge    | Didier Barbelivien                                       |       |
| 6.  | Pauvre Martin                   | Stéphane Bern                                            |       |
| 7.  | Musicien des rues               | Valentin Marceau                                         |       |
| 8.  | Les conseils de Lorrin          | Stéphane Bern                                            |       |
| 9.  | Tu penses à elle                | Slimane, Mickaël Miro                                    |       |
| 10. | Ah l'amour                      | Stéphane Bern                                            |       |
| 11. | L'amour secret                  | Mickaël Miro, Aurore Delplace                            |       |
| 12. | Madame                          | Stéphane Bern                                            |       |
| 13. | Mon fils, mon roi               | Kareen Antonn                                            |       |
| 14. | Toi le républicain              | Stéphane Bern                                            |       |
| 15. | La terreur citoyen              | Slimane                                                  |       |
| 16. | Un autre pas de danse           | Stéphane Bern                                            |       |
| 17. | La noblesse                     | Valentin Marceau                                         |       |
| 18. | Elle est comme ça               | Stéphane Bern                                            |       |
| 19. | La France                       | Kareen Antonn, Mickaël Miro, Slimane et Valentin Marceau |       |
| 20. | Une femme pour une révolution   | Stéphane Bern                                            |       |
| 21. | Trahir par amour                | Mickaël Miro                                             |       |
| 22. | La Reine comme un ange          | Stéphane Bern                                            |       |
| 23. | Aimer dans le chagrin des jours | Kareen Antonn, Didier Barbelivien                        |       |
| 24. | Le temps d'hier                 | Stéphane Bern                                            |       |
| 25. | Hier Versailles                 | Kareen Antonn                                            |       |
| 26. | Un idéal de liberté             | Stéphane Bern                                            |       |
| 27. | La désillusion                  | Slimane, Mickaël Miro                                    |       |
| 28. | A l'ombre de la guillotine      | Stéphane Bern                                            |       |
| 29. | Mourir ensemble                 | Mickaël Miro, Aurore Delplace                            |       |
| 30. | Elle va mourir la Reine         | Stéphane Bern                                            |       |
| 31. | Marie-Antoinette                | Slimane                                                  |       |
| 32. | Dans nos mémoires               | Stéphane Bern                                            |       |
| 33. | Plus jamais seule               | Didier Barbelivien                                       |       |

## Vidéographie
La comédie musicale possède deux clips liés aux singles : La France et L'amour secret.